# AGCO Corporation
AGCO Corporation, es una empresa de equipamiento agrícola, sucesora de las firmas Deutz, Allis, y con antecedentes en las empresas Fahr y KHD de Alemania. Fundada en 1990, factura anualmente USD 5.400 millones, y posee 23700 empleados.
En Estados Unidos los tractores AGCO Allis y su equipamiento se presentan en color naranja Allis, mientras que en Sudamérica se venden en color verde Deutz. 
Algunos de los tractores son fabricados por SAME Deutz-Fahr. 
La marca se asoció en 2001 con White Farm Equipment en Estados Unidos para convertirse en AGCO Tractors, pero continúa en Sudamérica con oficinas y fábrica en Argentina.
AGCO Corporation (AGCO) fabrica y distribuye equipos agrícolas y repuestos para reemplazo de partes. AGCO vende un rango de equipos para la agricultura que incluye tractores, cosechadoras, fumigadoras autopropulsadas, herramientas de henolaje, equipos e implementos para forraje, y una línea de motores diésel. Estos productos son comercializados bajo diferentes nombres de marca, incluyendo AGCO, Challenger, Fendt, Gleaner, Hesston, Massey Ferguson, New Idea, RoGator, Spra-Coupe, Sunflower, Terra-Gator, Valtra y White Planters. AGCO distribuye la mayoría de sus productos a través de una combinación de aproximadamente 3600 vendedores y distribuidores independientes en más de 140 países. Adicionalmente, la compañía provee financiamiento a las ventas en Estados Unidos, Canadá, Brasil, Alemania, Francia, Reino Unido, Australia e Irlanda a través de sus joint ventures con Cooperatieve Centrale Raiffeisen-Boerenleenbank B.A. (Rabobank). 1

## Fábricas

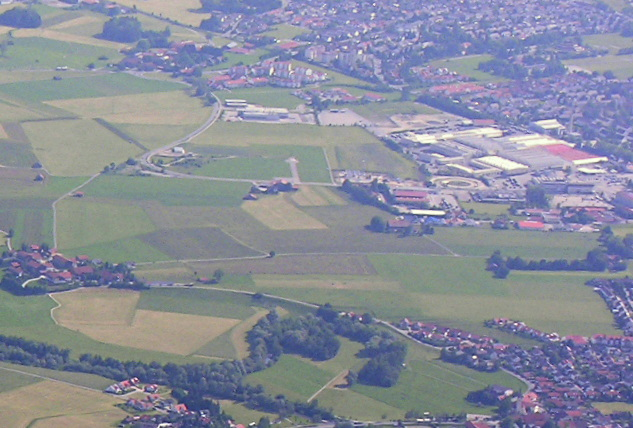
Planta en Marktoberdorf, Baviera, Alemania, 2009

### AGCO Norteamérica
- Hesston, Kansas, EE. UU. (antiguamente Hesston Corporation).
- Beloit, Kansas, EE. UU.
- Jackson, Minnesota, EE. UU.
- Querétaro, México

### AGCO Sudamérica
- General Rodríguez, Argentina (tractores AGCO Allis, Massey Ferguson, Valtra, motores AGCO Power)[3]
- Haedo, Argentina (motores Deutz y elementos de transmisión y ejes para tractores AGCO, exporta a Brasil).
- Canoas, Brasil
- Ibirubá, Brasil
- Mogi das Cruzes, Brasil Tractores Valtra y motores AGCO Power.
- Santa Rosa, Brasil (cosechadoras Massey Ferguson, Challenger - Únicamente para Argentina -)

### AGCO Europa
- Linnavuori, Finlandia
- Suolahti, Finlandia
- Beauvais, Francia
- Marktoberdorf, Baviera, Alemania (antiguamente Fendt).
- Breganze, Véneto, Italia